# Crypteronia paniculata
Crypteronia paniculata är en tvåhjärtbladig växtart som beskrevs av Carl Ludwig von Blume. Crypteronia paniculata ingår i släktet Crypteronia och familjen Crypteroniaceae. Utöver nominatformen finns också underarten C. p. affinis.